# Canopo
Canopo (AFI: /kaˈnɔpo/; α Car / α Carinae / Alfa Carinae) è la seconda stella più brillante del cielo notturno, con una magnitudine apparente di −0,74; giace nella parte nordoccidentale della costellazione della Carena – di cui è la stella più luminosa –, a sud della Poppa e del Cane Maggiore.
La sua luminosità apparente è pari, ad occhio nudo, a circa la metà di quella di Sirio, mentre appare molto più brillante della terza, il sistema di α Centauri; nonostante ciò, è meno nota popolarmente di altre stelle anche meno brillanti, come Arturo, Vega e Rigel. La causa di ciò è che può essere osservata solo da latitudini più meridionali del 37º parallelo N; inoltre, appare in un'area di cielo relativamente isolata e lontana da grandi o caratteristiche formazioni stellari, come la Croce del Sud.
Canopo è propriamente una supergigante gialla, un rarissimo tipo di stella supergigante di classe spettrale F (data la sua temperatura superficiale pari a 7500 K, che invero le conferisce un colore bianco-giallastro), che si ritiene essere uno stato transitorio tra la fase di supergigante rossa e quella di supergigante blu. La sua magnitudine assoluta è pari a −5,53, che, associata alla sua distanza dalla Terra, pari a circa 310 anni luce, ne fa una stella molto luminosa, circa 15.000 volte il nostro Sole. Nonostante la grande luminosità, si ritiene che la stella non possieda una massa molto elevata: il valore su cui la comunità scientifica è maggiormente orientata è pari a circa 8-9 masse solari, il che la pone al limite tra le stelle di massa intermedia e le stelle massicce. Le dimensioni della stella sono vaste (il raggio sarebbe pari a circa 71,5 volte quello della nostra stella), ma comunque inferiori a quelle delle più imponenti supergiganti rosse, come Betelgeuse o Antares.
Canopo è una stella nota fin dall'antichità: era conosciuta dagli Egizi, i quali la potevano osservare senza difficoltà, così come dai Greci, che la consideravano il remo più meridionale della grande costellazione della Nave Argo.

## Osservazione

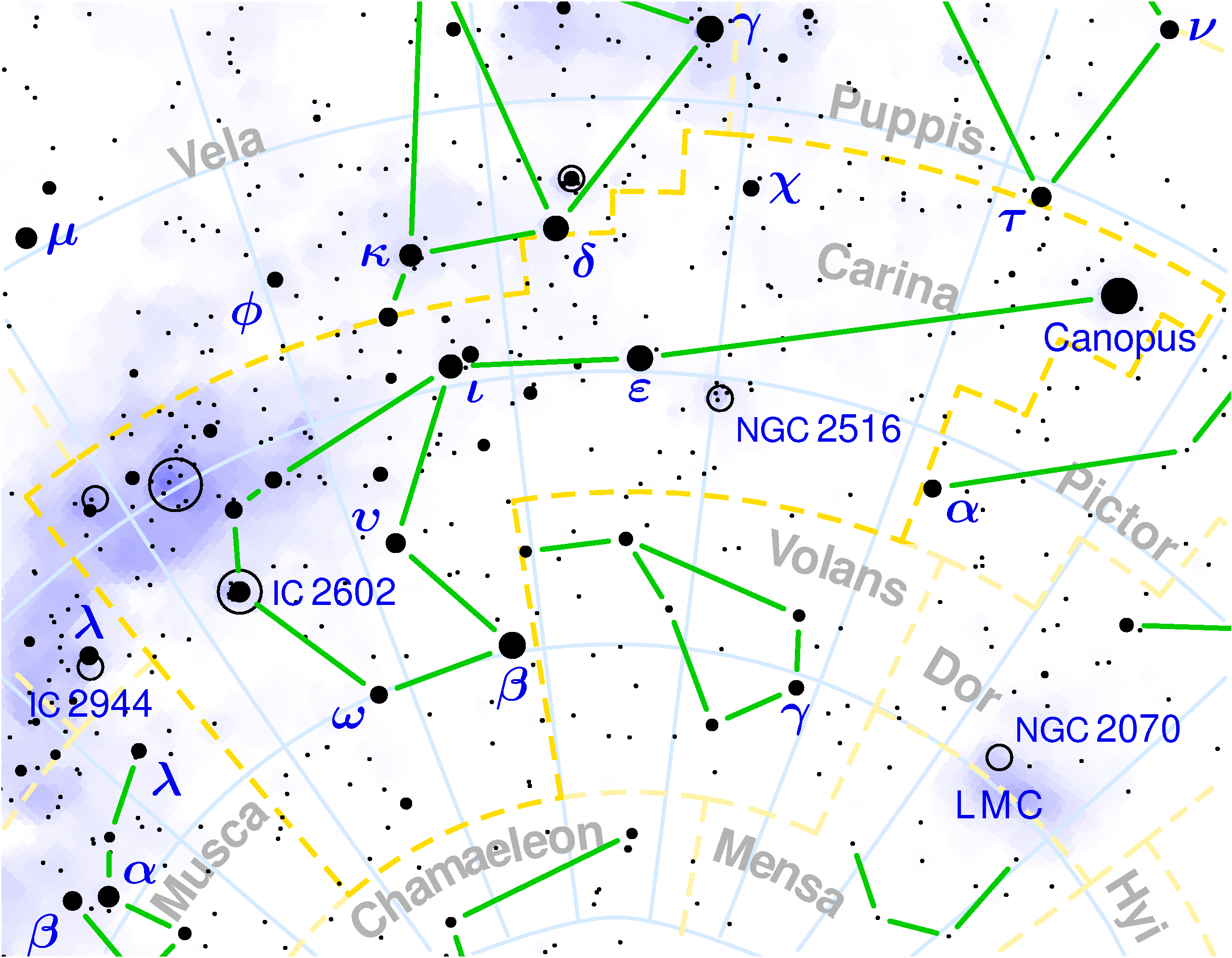
La costellazione della Carena, con la stella Canopo visibile a destra.

Canopo si trova nell'emisfero australe, ad una declinazione di −52° 42' (all'epoca J2000.0); è visibile sull'orizzonte meridionale nei mesi invernali anche dalle isole siciliane di Linosa e Lampedusa, o dalla costa africana del Mediterraneo, oltre che dagli stati meridionali degli Stati Uniti. Da località come Melbourne, in Australia, o Wellington, in Nuova Zelanda, si presenta invece circumpolare, e domina i cieli notturni dell'estate australe. Si presenta ad occhio nudo come una stella di un colore bianco-giallastro, in una posizione relativamente isolata rispetto ad altre stelle appariscenti.
Con una magnitudine apparente pari a −0,74, Canopo è la seconda stella del cielo in ordine di luminosità, dopo Sirio; la sua brillantezza può rivaleggiare con quella di alcuni pianeti, come Mercurio e Marte, mentre appare decisamente meno luminosa di Giove e Venere. La sua grande lontananza dall'eclittica fa però in modo che gli oggetti brillanti del sistema solare si trovino sempre lontani, sulla volta celeste, dalla stella.
Dall'emisfero australe, Canopo è una delle prime stelle a rendersi visibile subito dopo il tramonto del Sole e una delle ultime a sparire nel chiarore dell'alba; in particolari e rare situazioni potrebbe anche essere scorta con il Sole rasente l'orizzonte, a patto di trovarsi in alta quota e con condizioni eccezionali di visibilità, come spesso accade in Antartide.
Sulla volta celeste, Sirio e Canopo distano fra loro circa 36°, quasi esclusivamente in declinazione, così di fatto Canopo si trova 36° a sud di Sirio e le due stelle culminano a pochi minuti di differenza l'una dall'altra; alla latitudine di 35°S, molto prossima a quella di grandi città come Buenos Aires e Sydney, quando le due stelle sono al culmine si trovano entrambe a 18° dallo zenit, una verso nord e l'altra verso sud.

## Canopo nelle epoche precessionali

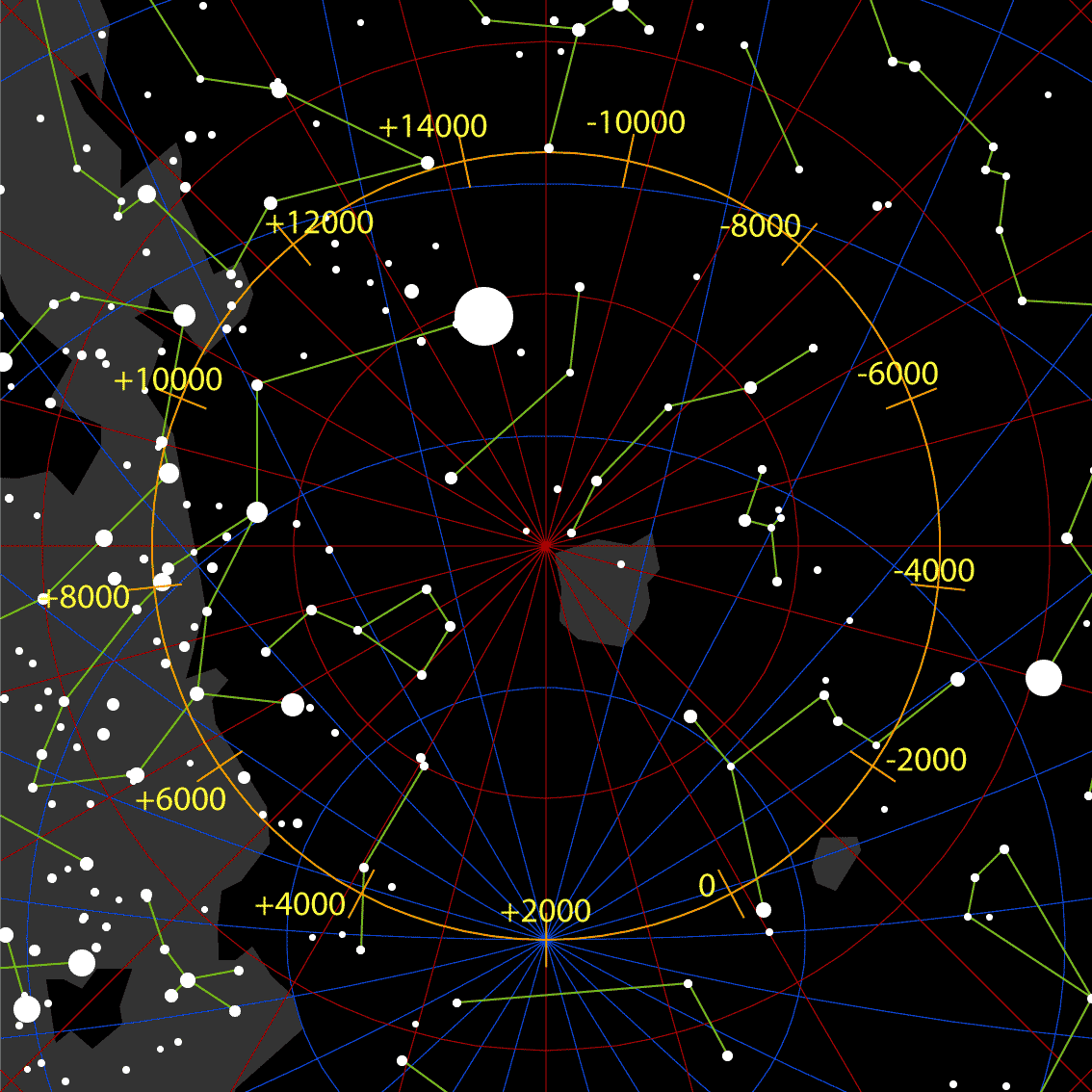
Movimento del polo sud celeste durante le epoche precessionali; Canopo è la stella luminosa in alto.

Canopo è la stella luminosa più vicina al polo sud dell'eclittica (ad appena 13°52'); ciò comporta che, nel corso dell'avanzamento della precessione degli equinozi, questa stella non raggiunga mai declinazioni inferiori ai −52°. In quest'epoca si trova nel punto più settentrionale visibile, ed è in lenta "discesa" verso sud, assieme a Sirio e α Centauri; nell'epoca precessionale opposta, avvenuta circa 12.000 anni fa, Canopo possedeva una declinazione molto più australe di quella attuale, e poteva, con una buona approssimazione, essere utilizzata come Stella Polare Australe, indicatrice del polo sud celeste. Per la precisione si trovò a 9°35' dal polo sud. L'epoca precessionale opposta alla nostra riavverrà fra altri 13.000 anni circa.
Durante l'età classica, circa 2000-3000 anni fa, la declinazione di questa stella era molto simile a quella attuale: non era osservabile né da Roma né da Atene, ma diventava visibile dalle coste africane, da Creta e da Cipro; era pertanto sconosciuta ai popoli del nord Europa, ma non a quelli mediterranei.
Grazie proprio alla sua posizione, lontana dall'eclittica (il piano orbitale del sistema solare) a differenza di Sirio, e alla sua luminosità, Canopo è spesso usata dalle sonde spaziali per orientarsi nello spazio, usando una speciale camera conosciuta come Canopus Star Tracker.

## Ambiente galattico

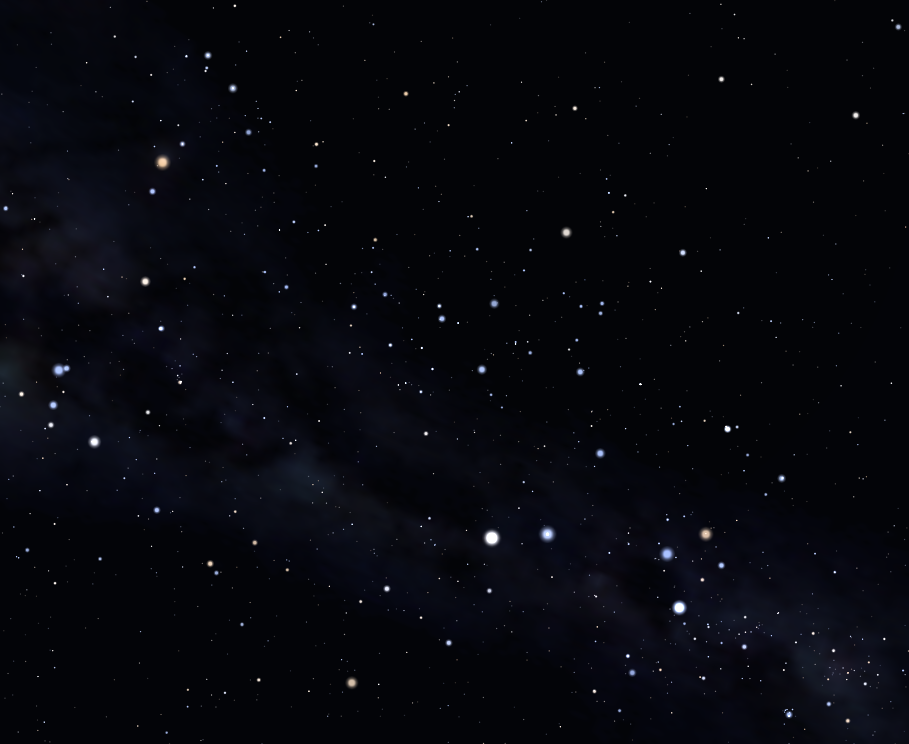
L'associazione Scorpius-Centaurus, coincidente in gran parte con le costellazioni di Centauro e Lupo.

Secondo alcuni studi, Canopo farebbe parte della cosiddetta Associazione Scorpius-Centaurus, una brillante associazione stellare che raggruppa stelle che presentano valori di moto proprio simili che indicano una comune origine in una nube molecolare gigante; i membri più brillanti di quest'associazione sono in prevalenza di colore blu e la loro età è relativamente piccola, stimabile attorno ai 5-15 milioni di anni. In linea di massima si può affermare che quasi tutte le stelle azzurre brillanti visibili fra le costellazioni dello Scorpione, del Lupo, del Centauro, della Croce del Sud e della Carena (compreso l'ammasso delle Pleiadi del Sud) facciano parte di quest'associazione.
Canopo si trova nel Braccio di Orione, lo stesso braccio di spirale minore posto tra il Braccio di Perseo e il Braccio del Sagittario, al cui interno è situato anche il nostro sistema solare; i due bracci sono separati da circa 6500 anni luce di distanza. Secondo la misura della parallasse operata dal satellite Hipparcos, che ha restituito un valore di 10,43 ± 0,53 millisecondi d'arco, Canopo si trova ad una distanza di 310 anni luce (96 parsec) dalla Terra. Prima di Hipparcos le stime variavano notevolmente, arrivando persino a fino a 1200 anni luce di distanza; se quest'ultimo valore fosse stato corretto, Canopo sarebbe stata una delle stelle più brillanti della Via Lattea. Le difficoltà nella misura della distanza di Canopo derivavano dalla sua natura inusuale; quella delle supergiganti gialle è infatti una classe stellare molto rara e per certi versi ancora misteriosa.
L'area di cielo in cui si trova Canopo è visibilmente priva di altre stelle appariscenti: poco a nord-ovest si trova infatti τ Puppis, che è solo di terza magnitudine; circa 17 gradi più a sud si trova invece la Grande Nube di Magellano, la quale è però una galassia satellite della nostra. La scia luminosa della Via Lattea corre invece una ventina di gradi a nord-ovest; questo tratto appare molto ricco di stelle grazie alla presenza di una vastissima fascia di stelle giovani e luminose lunga ben 3000 anni luce e nota come Cintura di Gould, in questo tratto particolarmente ricca.

## Caratteristiche fisiche e strutturali
Canopo è una stella evoluta molto brillante: si tratta infatti non solo della seconda stella più brillante del cielo vista dal nostro sistema solare, ma anche della stella supergigante di classe F più luminosa nel nostro settore galattico, nonché la stella supergigante più luminosa se osservata ai raggi X. Stelle come questa sono relativamente rare e per questo poco conosciute; secondo i modelli evolutivi tradizionalmente accettati, esiste una discrepanza fra la diffusione reale di questo tipo di stelle e quella prevista. Alcuni scienziati, studiando nel dettaglio alcune stelle come Canopo, giunsero alla conclusione che l'abbondanza di queste stelle sarebbe meglio spiegabile con modelli evoluzionistici che considerino pure gli effetti della rotazione.

### Dimensioni, luminosità e massa

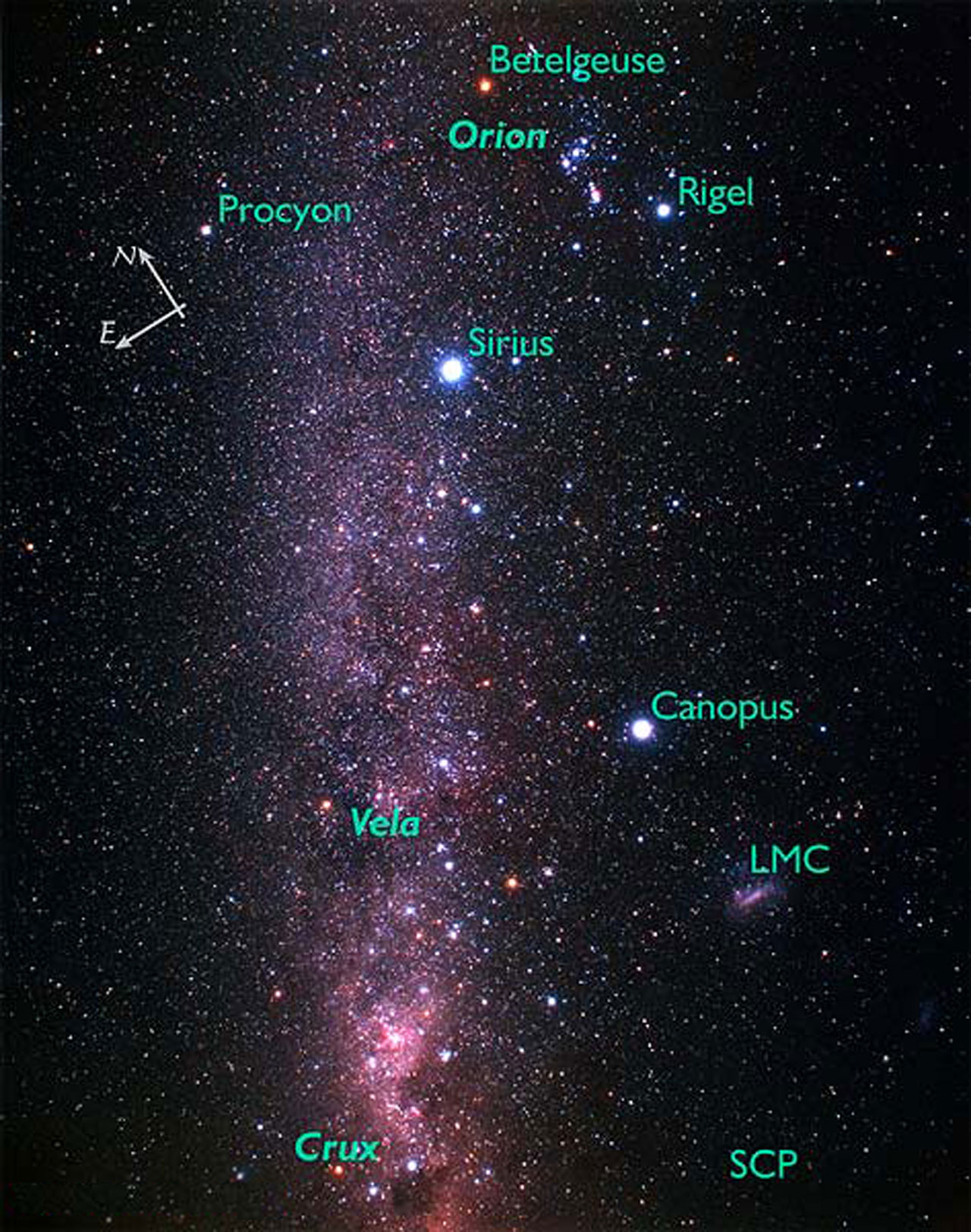
La Via Lattea in direzione della Nave Argo; si osservano Canopo e Sirio, Orione, le Nubi di Magellano e, con la sigla SCP, il polo sud celeste.

Il diametro di Canopo misurerebbe 0,6 UA, il diametro angolare misurato è di 0,0066 secondi d'arco da Domiciano de Souza e colleghi nel 2008: lo stesso gruppo di scienziati ha ricalibrato il diametro angolare nel 2021, sempre con il VLTI, in 7,184", pari a 73 volte quello del Sole. Se si immagina di porre Canopo al centro del sistema solare, occuperebbe 3/4 dell'orbita di Mercurio. Un pianeta con condizioni climatiche simili alla Terra, ossia posto nella zona abitabile, potrebbe stare ad una distanza tre volte superiore a quella di Plutone.
La sua distanza di 310 anni luce dalla Terra, associata alla vasta superficie radiante ed alla grande luminosità apparente ne fanno una stella 17.000 volte più luminosa del Sole (alcune stime parlano di 200.000 volte), la più brillante nel raggio di circa 700 anni luce. È molto più luminosa dell'unica stella che sembra più luminosa vista dalla Terra: Sirio è appena 22 volte più luminosa del Sole, e sembra più brillante solo perché enormemente più vicina (8 anni luce contro i 310 di Canopo). In effetti, per una grande percentuale delle stelle relativamente vicine a noi, Canopo è "la stella più brillante del cielo".
La classificazione di Canopo secondo il SIMBAD è F0II, ossia una stella gigante brillante; tuttavia secondo altri autori la classificazione più corretta sarebbe F0Ia, che più si adatterebbe ad una stella con una luminosità pari a 16.000 - 17.000 L☉. Studi del secolo scorso proponevano invece che la stella non fosse di classe F, ma piuttosto di classe A9II. Le supergiganti di tipo A9 sono in effetti rare e abbastanza poco conosciute; gli astronomi le considerano uno stato transitorio verso o dallo stadio di supergigante rossa, nel primo caso lasciandosi alle spalle la sequenza principale, nel secondo caso evolvendo verso lo stadio di supergigante blu; per questa ragione l'età di Canopo è ancora oggetto di dibattito.

### Metallicità
Nel corso degli anni ottanta è stata analizzata in dettaglio la metallicità di questa stella. Secondo questi studi, l'azoto sarebbe presente in quantità 5 volte superiore rispetto al Sole; tuttavia, questo valore non è dato per certo, poiché si basa su solo tre deboli linee di emissione e potrebbe dunque venire confutato nel corso di ulteriori studi, specialmente condotti nel vicino infrarosso. Il sodio sarebbe presente in percentuale leggermente superiore rispetto al Sole, una caratteristica in genere comune nelle stelle giovani. Tramite l'analisi dei parametri delle interazioni di Van der Waals 6C ottenute dalle righe spettrali si è determinato che la presenza di alluminio è tre volte inferiore alla percentuale riscontrata nello spettro della nostra stella; anche in questo caso, potrebbero esserci delle imprecisioni di calcolo. Più in generale, si può affermare che, con l'eccezione di alcuni elementi presenti in quantità maggiore o leggerissimamente minore, la composizione di Canopo non è molto differente da quella del nostro Sole, specialmente se si considerano gli elementi più pesanti.

### Fotosfera, atmosfera e campo magnetico

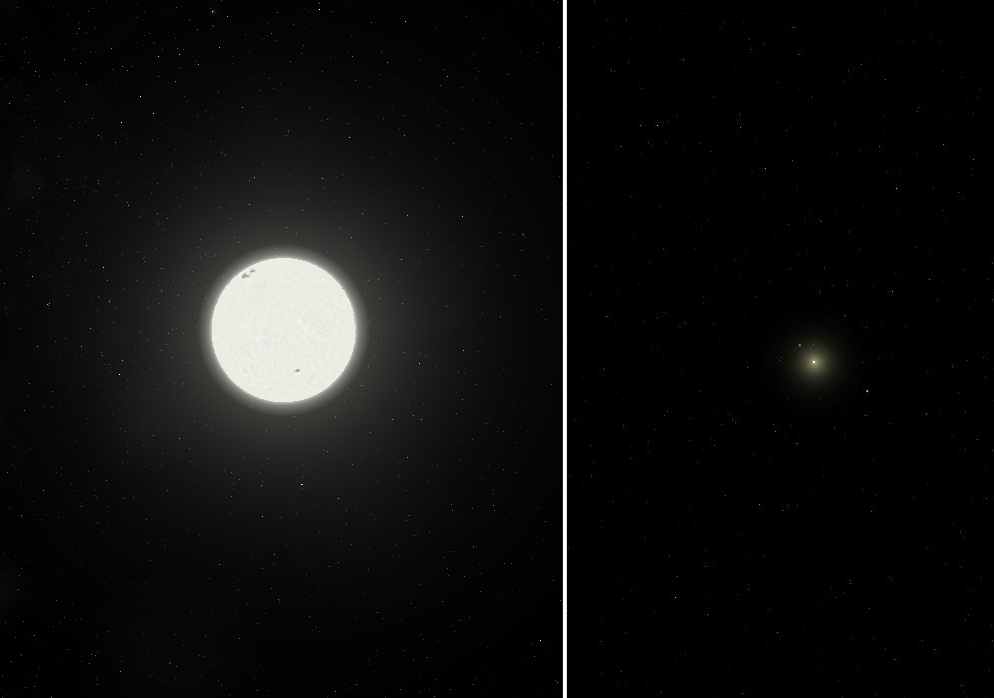
Canopo (a sinistra) e il Sole (a destra) ripresi alla distanza di 6 UA col programma di simulazione Celestia.

La fotosfera di Canopo è stata studiata da un gran numero di interferometri a Terra. Sulla superficie della stella sono presenti diverse celle convettive. Alcuni scienziati utilizzarono il modello del trasferimento radiativo per mostrare che la convezione fotosferica sulle supergiganti rosse può essere individuata dai moderni interferometri nel vicino infrarosso; sebbene Canopo sia una supergigante gialla e non una supergigante rossa, la presenza sulla sua superficie di strutture fotosferiche e di un campo magnetico variabile suggerisce che il modello sia valido anche per questo tipo di astri. La temperatura superficiale sarebbe compresa fra due valori estremi pari a 7350 ± 30 K e a 7550 K.
L'atmosfera di Canopo è stata studiata tramite un gran numero di strumenti astronomici, fra i quali il Telescopio Spaziale Hubble, il Chandra X-ray Observatory e il FUSE; durante queste osservazioni sono state scoperte una serie di proprietà inaspettate.
La caratteristica più insolita è la presenza di un vento stellare particolarmente forte, la cui velocità si aggira sui 4000 km/s, un valore eccezionale per un vento stellare relativamente basso, mentre la temperatura è di circa 5000 kelvin; lo studio del vento stellare sulle supergiganti gialle è particolarmente interessante, poiché per questo tipo di stelle la sua struttura e il meccanismo di guida è sconosciuto.
Il telescopio Chandra ha rilevato la presenza di una corona con dei picchi di temperature che arrivano fino a 20 milioni di K; Nonostante ciò, l'estensione dell'atmosfera di Canopo è relativamente piccola rispetto ad altre stelle, se rapportata al raggio della stella. La presenza di Fe I sulla superficie di Canopo è notevolmente inferiore a quella del Sole.
Tramite l'effetto Zeeman, nel 1986 si è indagato sulla natura del campo magnetico di Canopo; si è così trovato che la stella possiede un campo molto debole e leggermente variabile da 2,5 a 5σ. Tramite l'analisi del periodogramma si è poi ottenuto il periodo del ciclo di variazione, che risulta essere di circa 6,90 giorni; la variazione è armonica. Questo breve periodo tenderebbe a escludere l'interpretazione secondo la quale la variabilità del campo magnetico sarebbe legata ad una rotazione obliqua; il periodo di pulsazione radiale fondamentale di Canopo può essere stimato come pari ad alcuni giorni, ma senza aver stabilito la natura armonica della variazione ogni speculazione è prematura. Uno studio successivo mette però in dubbio la variabilità del campo magnetico; secondo questa ricerca, la causa della variabilità riscontrata nelle analisi non sarebbe dovuta al campo magnetico proprio della stella, ma all'instabilità degli stessi strumenti utilizzati per determinarla.

## Evoluzione futura

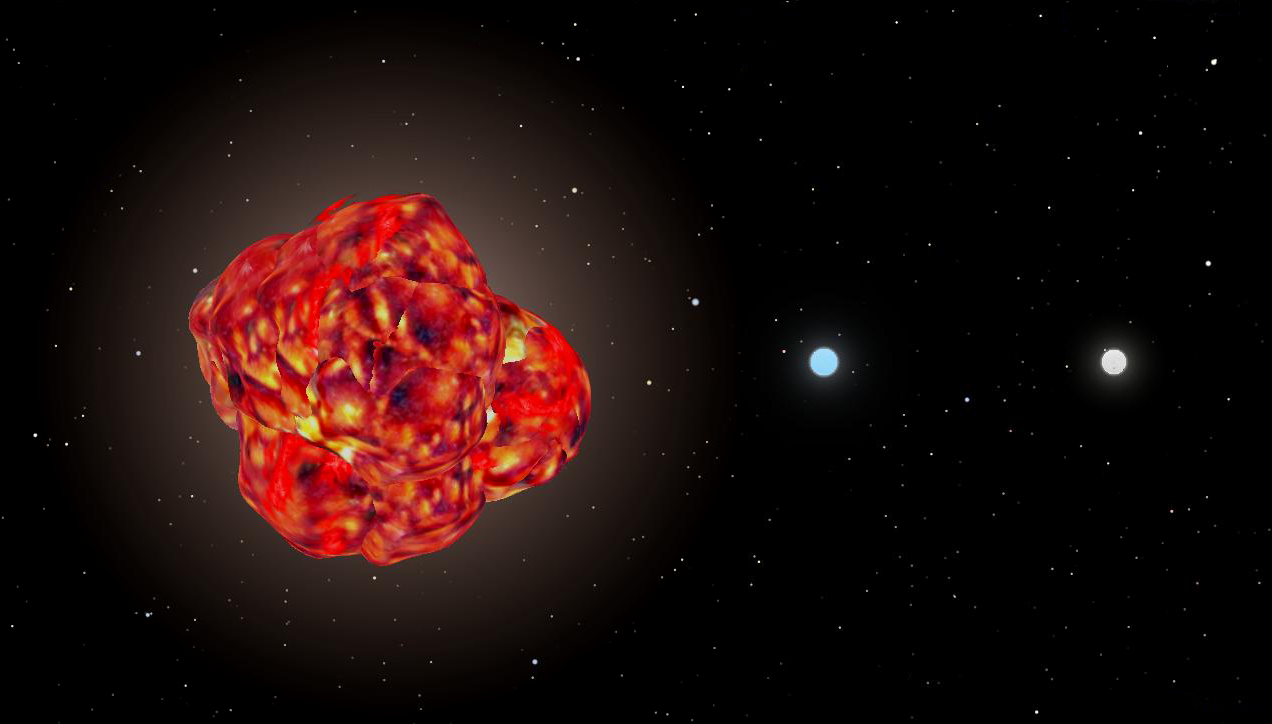
Raffronto tra le dimensioni di tre supergiganti viste dalla distanza di 35 UA: Betelgeuse (rossa), Rigel (blu) e Canopo (gialla). Celestia

Canopo si trova in uno stadio avanzato della sua evoluzione: ha infatti già concluso la fase stabile della sequenza principale ed attualmente si trova nella fase di supergigante gialla, ma è previsto che Canopo possa evolvere entro tempi astronomicamente brevi verso la fase di supergigante blu o supergigante rossa. Gli astronomi ritengono che la stella, per via della sua massa, durante la sua fase di sequenza principale sia stata una stella di classe B, dal tipico colore bianco-azzurro. Conclusa questa fase di stabilità, la stella avrebbe subito una serie di collassi che ne avrebbero innescato le successive reazioni nucleari, provocandone alla fine l'espansione allo stato attuale di stella supergigante.
Secondo i modelli fisico-matematici dell'evoluzione stellare, nel nucleo di Canopo sarebbe attualmente in corso di svolgimento il processo di fusione dell'elio in carbonio e ossigeno tramite il processo tre alfa. Alcuni scienziati, studiando le stelle che sono state e che saranno le più luminose viste dalla Terra, hanno suggerito che Canopo potrebbe esplodere come supernova di tipo II prima ancora di ritornare, con l'allontanamento di Sirio da noi, ad essere la stella più luminosa del cielo notturno, in un tempo compreso fra 480.000 e 990.000 anni. D'altra parte, in studi più recenti si è ipotizzato che Canopo abbia una massa di poco inferiore a quella minima prevista per diventare una supernova; la sua luminosità suggerisce che la sua massa originaria sia di circa otto o nove volte quella del Sole, pertanto potrebbe accadere ciò che è successo alla compagna di Sirio, Sirio B, ossia che al termine della sua esistenza possa perdere gli strati esterni in una spettacolare nebulosa planetaria, mentre il suo nucleo collassa, degenerando, in una nana bianca con una densità particolarmente elevata. Gran parte delle nane bianche sono composte da carbonio e ossigeno, ma in questo caso la sua massa sarebbe sufficiente per trasformarla in una rara nana bianca O-Ne-Mg.

## Luminosità apparente comparata nel tempo

La luminosità di alcune delle stelle più luminose nell'arco di 200.000 anni

Canopo divenne per la prima volta la stella più brillante nel cielo terrestre circa 3,7 milioni di anni fa e vi rimase fino a 1,37 milioni di anni fa; il momento di massima vicinanza al Sole avvenne 3,11 milioni di anni fa, quando le due stelle si trovarono a circa 177 anni luce di distanza e Canopo raggiunse una magnitudine apparente pari a −1,86. In seguito, per alcune centinaia di migliaia di anni fu superata in luminosità da altre due stelle, fra le quali Algol, che transitarono a pochissimi anni luce da noi, diventando dei veri "fari" nel cielo stellato.
Canopo ritornò ad essere la stella più brillante del cielo circa 950.000 anni fa, quando si trovava a 252 anni luce di distanza e possedeva una magnitudine apparente di −1,09. Circa 420.000 anni fa, la sua luminosità fu nuovamente superata da altre due stelle che transitarono vicine a noi: la prima fu Aldebaran e la seconda Capella, entrambe visibili in particolare nel cielo boreale, quando transitarono nella direzione oggi occupata dalle attuali costellazioni di Cassiopea, Andromeda e Perseo. Quando queste stelle si allontanarono da noi, Canopo tornò ad essere la più luminosa: 160.000 anni fa, già si trovava a 302 anni luce e la sua magnitudine era molto simile a quella odierna, ma nonostante ciò restò la stella più brillante del cielo fino all'avvicinarsi, 90.000 anni fa, della stella Sirio, che divenne da allora la stella più luminosa del cielo.
Entro 210.000 anni, la luminosità di Sirio, ormai in diminuzione, verrà superata da quella di Vega, in avvicinamento a noi; probabilmente, quando anche Vega si sarà riallontanata, la stella più luminosa del cielo tornerà ad essere Canopo, che a quel punto, fra 480.000 anni, avrà una magnitudine di −0,40. Affinché, al ritmo attuale, la sua luminosità scenda alla magnitudine 0, occorreranno quasi un milione di anni, mentre per diventare di magnitudine 1 ce ne vorranno ben 5 milioni.
| Anni     | Sirio | Canopo | α Centauri | Arturo | Vega  | Procione | Altair |
| -------- | ----- | ------ | ---------- | ------ | ----- | -------- | ------ |
| −100.000 | −0,66 | −0,82  | 2,27       | 0,88   | 0,33  | 0,88     | 1,69   |
| −75.000  | −0,86 | −0,80  | 1,84       | 0,58   | 0,24  | 0,73     | 1,49   |
| −50.000  | −1,06 | −0,77  | 1,30       | 0,30   | 0,17  | 0,58     | 1,27   |
| −25.000  | −1,22 | −0,75  | 0,63       | 0,08   | 0,08  | 0,46     | 1,03   |
| 0        | −1,43 | −0,72  | −0,21      | −0,02  | 0,00  | 0,37     | 0,78   |
| 25.000   | −1,58 | −0,69  | −0,90      | 0,02   | −0,08 | 0,33     | 0,49   |
| 50.000   | −1,66 | −0,67  | −0,56      | 0,19   | −0,16 | 0,32     | 0,22   |
| 75.000   | −1,66 | −0,65  | 0,30       | 0,45   | −0,25 | 0,37     | −0,06  |
| 100.000  | −1,61 | −0,62  | 1,05       | 0,74   | −0,32 | 0,46     | −0,31  |

## Canopo nella storia e nella cultura

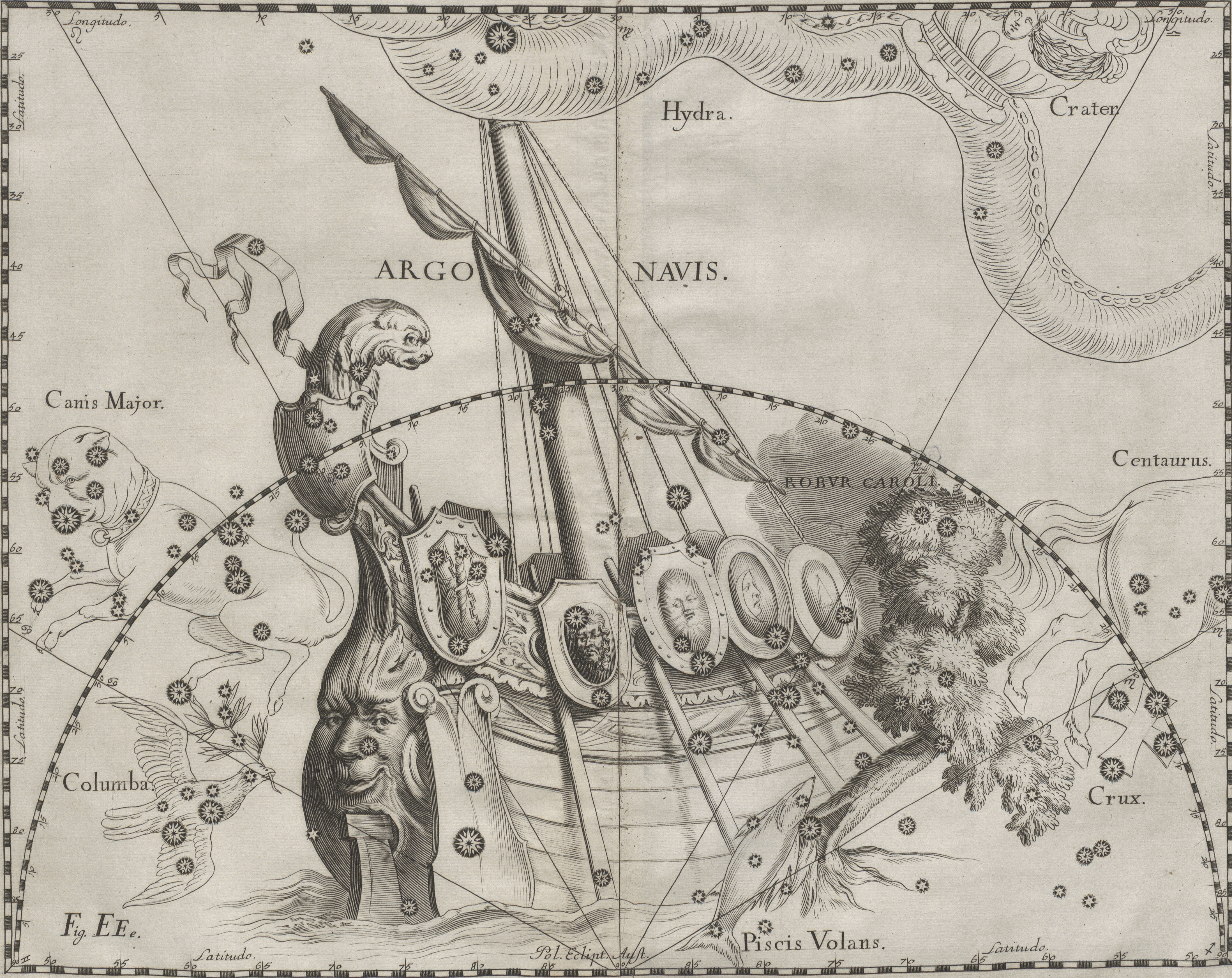
La Nave Argo disegnata da Johannes Hevelius.

A causa della sua grande luminosità, Canopo, nonostante sia una stella difficile da osservare da latitudini come quelle del bacino del Mediterraneo, ha avuto grande influenza nella cultura e nella mitologia di diversi popoli antichi; dalla Cina centro-meridionale e dall'India la stella appare invece perfettamente osservabile.

### Etimologia
Il nome "Canopo" viene fatto comunemente derivare da due origini diverse, entrambe menzionate nel noto testo di mitologia stellare, Star Names: Their Lore and Meaning di Richard Hinckley Allen; quale delle due sia corretta è materia di speculazione.
La prima teoria deriva dalla leggenda della Guerra di Troia: poiché la costellazione Carena faceva parte della gigantesca costellazione della Nave Argo, che rappresentava la nave usata da Giasone e gli Argonauti, alla stella più brillante di questa costellazione fu dato il nome del pilota di una nave menzionata in un'altra leggenda greca; Canopus era infatti il pilota della nave di Menelao, che fece rotta verso Troia nel suo tentativo di riconquistare Elena di Troia dopo che era stata presa da Paride. Come la nave giunse in Egitto, Canopo fu morso da un serpente e morì; fu così che in suo onore sarebbe stata intitolata sia la città portuale che sorge nell'area dello sbarco, Canopo appunto, sia la stella più brillante che appare poco sopra l'orizzonte meridionale in questo sito geografico.
L'altra etimologia del nome è quella che viene dal Copto Kahi Nub (Terra d'oro), che si riferisce al modo in cui questa stella appare vicino all'orizzonte in Egitto, arrossata dall'estinzione atmosferica. In Egitto c'è anche l'antico porto, oggi in rovina, chiamato, come visto in precedenza, con lo stesso nome della stella, vicino alla foce del Nilo; la Battaglia del Nilo si svolse nelle vicinanze di questo sito.
Una terza possibilità è data dalle lingue semitiche, come ad esempio dall'arabo Janub (جنوب) che significa Sud. Il muro sudorientale della Kaʿba islamica punta verso Canopo ed è chiamato appunto Janub.
Presso i Greci la stella era nota come Κάνωβος (Kànobos), come riporta Tolomeo nell'Almagesto e così era chiamata anche da Eratostene, o Κάνωπος (Kànopos), come riportato da Ipparco; il nome in seguito passò in latino, trascritto come Canobus, o Canopus, fino all'attuale nome, derivato dal Canopus. L'astronomo greco Arato, nel 270 a.C., come pure Eudosso e Ipparco, la chiamano Pedalion, ossia il timone, mentre l'oratore romano Cicerone la chiama con la variante latina del termine timone, Gubernaculum. In inglese, vista la tradizione di mantenere la variante latina dei nomi delle stelle, il nome in uso è Canopus.

### Culti medio-orientali

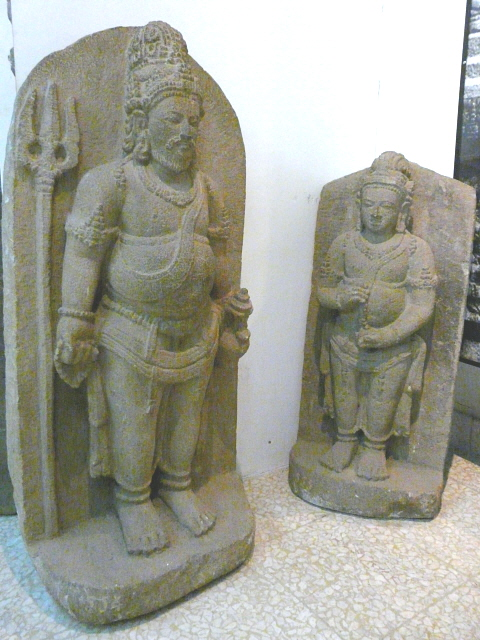
Statue rappresentanti Agastya, uno dei Sette Saggi della tradizione Hindu, associato alla stella Canopo.

Per molti secoli, i popoli arabi provarono grande rispetto e fascino nei confronti della stella Canopo. Uno dei nomi che questi popoli assegnavano alla stella era Suhail; Suhail è anche il nome assegnato a diverse altre stelle del sud, si pensi ad esempio alla stella λ Velorum, nota come Al Suhail. Questa parola ha il significato di "piano", "piatto", probabilmente in riferimento al fatto che si osserva sempre più alta sull'orizzonte scendendo verso sud, ossia verso le pianure del sud Arabia e specialmente dell'Africa sahariana; è interessante notare infatti come Sahl sarebbe la parola all'origine del termine Sahel, che indica la fascia a sud del deserto del Sahara.
Contrapposto a Suhail vi è il termine Wezen, ossia "pesante"; Canopo riporta anche il nome Wezen, probabilmente in riferimento al fatto che una stella così luminosa, se resta vicina all'orizzonte, può essere solo a causa della sua "pesantezza", che non la fa elevare nel cielo, restando sempre molto bassa e quasi rasente il suolo. Anche altre stelle riportano come nome proprio Wezen, come ad esempio δ Canis Majoris.
Una leggenda araba racconta la storia di un giovane chiamato Suhail, che potrebbe essere Canopo, che sposò la nubile Al Jauzah, rappresentata dalla costellazione di Orione; egli in seguito la uccise e fu costretto a scappare, inseguito da Sirio. Un'altra versione della storia afferma che Al Jauzah ripudiò Suhail, spingendolo con violenza verso sud a calci. Entrambe le versioni probabilmente sono nate per spiegare la grande separazione di Canopo, visibile molto a sud, rispetto ad altre stelle molto luminose ma più alte nel cielo, come Sirio, la costellazione di Orione, Procione e le altre brillanti costellazioni invernali.
Anche presso i beduini del Negev e del Sinai la stella era nota come Suhayl; assieme alla Stella Polare, era l'astro principale utilizzato per orientarsi durante la notte. Poiché, a differenza della Polare, che è sempre visibile, appare e sparisce sotto l'orizzonte, Canopo venne associata alla imprevedibilità e alla instabilità della natura.

### In altre culture
In Cina Canopo è nota come 老人星 (Lǎorénxīng, la stella dell'Anziano) oppure سهيل (Suhayl) in una variante araba; presso il popolo cinese fu oggetto di culto fino al 100 a.C. Presso gli aborigeni australiani invece, la stella era chiamata Waa, il corvo.
Secondo l'astronomia Hindu, Canopo è invece chiamata Agasti o Agastya; Agastya è il più grande dei rishi di Saptarshi, ossia dei sette saggi che percepiscono dall'essere supremo Brahman gli inni dei Veda, mentre si trovano in meditazione profonda. Figlio di Varuṇa, la divinità dell'acqua, Agastya è spesso citato dalla letteratura in sanscrito. L'associazione fra questa stella con una figura legata all'acqua è probabilmente dovuta al fatto che la presenza di Canopo in cielo indica l'acquietarsi della stagione monsonica, mentre il suo tramontare nelle ore serali preannuncia l'arrivo della stagione delle piogge.
Nella mitologia guanci dell'isola di Tenerife (Spagna), la stella Canopo era legata alla dea Chaxiraxi.

### Nella fantascienza
Nel Ciclo di Dune di Frank Herbert intorno a Canopo, precisamente nella terza posizione orbitale, ruota il pianeta desertico Arrakis, conosciuto col nome di Dune dai nativi Fremen. Il pianeta ha un ruolo notevole nei romanzi in quanto è l'unico luogo conosciuto nell'Universo dal quale può essere estratta la spezia melange, capace, attraverso una speciale lavorazione, di permettere ai Navigatori della potente Gilda Spaziale di individuare la rotta corretta attraverso lo spazio-tempo senza l'uso di computer e permettere in questo modo la navigazione e il commercio interstellare monopolizzato dalla Gilda e dalla CHOAM, l'ente per lo sviluppo economico dell'Impero.

### Astronautica
Molte sonde spaziali usano Canopo come punto di riferimento per la corretta navigazione; in particolare, la sonda Mariner IV lanciata dalla NASA nel 1964 la usò nel suo viaggio verso Marte: due sensori stellari puntavano uno il Sole e l'altro la stella Canopo, per mantenere la sonda orientata verso la giusta rotta.

### Testi generici
- (EN) Martin Schwarzschild, Structure and Evolution of the Stars, Princeton University Press, 1958, ISBN 0-691-08044-5.
- (EN) Robert G. Aitken, The Binary Stars, New York, Dover Publications Inc., 1964.
- A. De Blasi, Le stelle: nascita, evoluzione e morte, Bologna, CLUEB, 2002, ISBN 88-491-1832-5.
- M. Hack, Dove nascono le stelle. Dalla vita ai quark: un viaggio a ritroso alle origini dell'Universo, Milano, Sperling & Kupfer, 2004, ISBN 88-8274-912-6.
- C. Abbondi, Universo in evoluzione dalla nascita alla morte delle stelle, Sandit, 2007, ISBN 88-89150-32-7.
- Fred Schaaf, The Brightest Stars: Discovering the Universe through the Sky's Most Brilliant Stars, John Wiley & Sons, Incorporated, 2008, ISBN 978-0-471-70410-2.

### Pubblicazioni scientifiche
- (EN) Hearnshaw, J. B.; Desikachary, K., The spectrum of Canopus, in Monthly Notices of the Royal Astronomical Society, vol. 198, gennaio 1982,  pp. 311-320.
- (EN) Desikachary K, Hearnshaw JB, The spectrum of Canopus. II - Analysis and composition (PDF), in Royal Astronomical Society, Monthly Notices, vol. 201, 1982,  pp. 707-21.
- (EN) Reynolds, S. E.; Hearnshaw, J. B.; Cottrell, P. L., The spectrum of Canopus. III - Abundances of r- and s-process elements, in Monthly Notices of the Royal Astronomical Society, vol. 235, dicembre 1988,  pp. 1423-1438, ISSN 0035-8711.
- (EN) Domiciano de Souza, A.; Bendjoya, P.; Vakili, F.; Millour, F.; Petrov, R. G., Diameter and photospheric structures of Canopus from ;AMBER/VLTI interferometry, in Astronomy and Astrophysics, vol. 489, n. 2, ottobre 2008,  pp. L5-L8, DOI:10.1051/0004-6361:200810450.
- (EN) Brown, A.; Harper, G. M.; Ayres, T. R.; Brown, J. M., The Outer Atmosphere of Canopus: Detection of a Fast Stellar Wind from an F Supergiant, in Bulletin of the American Astronomical Society, vol. 35, maggio 2003,  p. 745.
- (EN) Gadun, A. S., Iron abundance and microturbulence in Arcturus, Canopus, alpha CEN A, and Sun from FeI and FeII lines, in Astronomische Nachrichten, vol. 315, n. 6,  pp. 413-418.
- (EN) Weiss, W. W., The magnetic field of Canopus, in Astronomy and Astrophysics, vol. 160, n. 2, maggio 1986,  pp. 243-250.
- (EN) Stift, M. J., The significance of stellar magnetic field measurements obtained with the photographic technique - The spurious magnetic field of the supergiant Canopus, in Monthly Notices of the Royal Astronomical Society, vol. 228, settembre 1987,  pp. 109-118, ISSN 0035-8711.

### Carte celesti
- Tirion, Rappaport, Lovi, Uranometria 2000.0 - Volume II: The Southern Hemisphere to +6°, Richmond, Virginia, USA, Willmann-Bell, inc., 1987, ISBN 0-943396-15-8.
- Tirion, Sinnott, Sky Atlas 2000.0, 2ª ed., Cambridge, USA, Cambridge University Press, 1998, ISBN 0-933346-90-5.
- Tirion, The Cambridge Star Atlas 2000.0, 3ª ed., Cambridge, USA, Cambridge University Press, 2001, ISBN 0-521-80084-6.

### Voci generiche
- Stella
- Supergigante gialla

### Voci affini
- Associazione Scorpius-Centaurus
- Braccio di Orione
- Carena (costellazione)

### Liste
- Stelle più brillanti del cielo notturno osservabile
- Lista delle stelle più grandi conosciute
- Lista delle stelle più luminose conosciute
- Lista di stelle
- Stelle principali della costellazione della Carena